# Демократичний союз
Демократичний Союз (ДС) — перша партія, що відкрито проголосила себе опозиційною політичною партією режиму СРСР, заснована 8 травня 1988 року групою радянських дисидентів та правозахисників.
Партія стала популярною після ряду заборонених демонстрацій і мітингів у центрі Москви і Санкт-Петербурга, що регулярно проводилися в 1988-1991 роках. Ці заходи жорстоко розганялися міліцією, а їх учасників затримували. [Архівовано 24 вересня 2015 у Wayback Machine.]Але активісти, що боролися за свободу і права були незламні у своїй боротьбі з тоталітарним режимом.

## Історія створення і діяльність в СРСР
Оргкомітет партії був утворений учасниками семінару «Демократія і гуманізм», що діяв з літа 1987 року під керівництвом Євгенії Дебрянської і Валерії Новодворської. Основною метою нової партії ставилася мирна ненасильницька зміна політичної системи з метою встановлення в країні представницької парламентської демократії.
Перший установчий з'їзд партії пройшов 7-9 травня 1988 року в Москві («Політична освіта» № 9 (червень) 1989 рік, стор.51)  [Архівовано 9 березня 2016 у Wayback Machine.], при постійному втручанні КДБ та міліції, які депортували зі столиці всіх іногородніх делегатів. Одне із засідань з'їзду відбулося на платформі Кратово Казанської залізниці в Підмосков'ї. У з'їзді брали участь представники неформальних груп «Демократія і гуманізм» (Валерія Новодворська, Євгенія Дебрянська, Ігор Царьков, Володимир Яременко, Анна Єрмолаєва, Лев Волохонський, діакон Сергій Ламєкін, Дмитро Стариков), «Довіра» (Катерина Подольцева, Ася Лащівер, Володимир Яременко, Анна Єрмолаєва, Олександр Рубчєнко, Микола Храмов), «Перебудова-88» (Юрій Скубко, Віктор Кузін), «Младомарксістське суспільство» (Олександр Еліович, Андрій Грязнов) та інших об'єднань з 17 міст СРСР (Лев Убожко, Андрій Деревянкин, Валерій Терехов, Олександр Лукашев). Більшістю та одноголосно 8 травня 1988 року з'їзд ухвалив рішення оголосити ДС «політичною партією» (а не «громадською організацією»). Цей день вважається днем створення партії.

Як своє основне завдання партія поставила зміну суспільного ладу СРСР. В установчих документах ДС пропонувалося: скасування відомства держбезпеки КДБ і створення замість нього нової служби безпеки на інший ідейній і кадровій основі, провести процес над керівниками КДБ як злочинцями, які вчинили злочини проти людяності, забезпечити повну незалежність КДБ і МВС від КПРС шляхом скасування політвідділів, скасування страти. Незважаючи на свій здавався в ті роки епатажний радикалізм, партією відкидався будь-яке насильство і терор для досягнення своїх політичних цілей: 
|  | Будь-який насильницький народний виступ - суть національної трагедії, яка не веде до гуманізації суспільства. |

У роботі першого з'їзду ДС взяв участь Володимир Жириновський, це був його дебют у політиці, він виступив з промовою на з'їзді, був обраний до складу Центральної координаційної ради, але незабаром заявив про свій вихід з партії. Майбутній лідер російського руху за права сексуальних меншин Євгенія Дебрянська восени того ж року вийшла з партії.
За спогадами одного із засновників ДС Льва Убожка, восени 1988 року виключеного з партії, він заснував свою:
|  | ...оргкомітет складався з 15 осіб: Веліколепова, Денисова, Дебрянська, Єлисеєнка, Звєрева, Кузіна, Лукашева, Лащівер, Мухамедьярова, Новодворської, Скубко, Старикова, Убожко, Хріпкова, Царькова. У квітні було розроблено проекти Декларації, Програми та Статуту опозиційної організації. Чіткої ідеологічної альтернативи програмі КПРС вони не створили, хоча система цінностей відповідала ідеалістично-західної. |

У ДС діяли різні фракції, що було зафіксовано і в статутних принципах організації: ліберально-демократична, соціал-демократична (лідери — депутат Моссовєта Віктор Кузін, Олександр Скоби, Юрій Скубко, Олександр Лукашев), демокомуністична (лідери — Олександр Еліовіч, Андрій Грязнов, Сергій Скрипніков), комуністів-демократів (Сергій Біец), демохристиянська (Андрій Деревянкин, Адель Найденовіч). Більшість партії становили нефракціонери. Валерія Новодворська в рамках ДС послідовно створила кілька фракцій — ліберально-демократичну (1988), революційно-демократичну (1990), ліберально-революційну (1991). Один із засновників ДС Олександр Лукашев (вбитий 27 листопада 1990) згадував:
|  | Я був одним із засновників Демсоюзом, одним з 15 членів першого оргкомітету, виниклого 2 квітня 1988. Ми хотіли створити таку структуру, яка увібрала б у себе самі різні сили: від єврокомуністів до ліберальних демократів, прихильників західної моделі розвитку суспільства. Спочатку навіть не передбачалося назвати цю структуру партією. |

На питання про структуру партії В. Новодворська говорила в жовтні 1990 року в інтерв'ю журналу «Вогник»:
|  | Питання: Валерія Іллівна, ви лідер Демократичного Союзу... Новодворська: Помиляєтесь. Лідерів не тримаємо. Я член Московської координаційної ради Демократичного Союзу. Партія побудована за конфедеративним принципом без централізму, без підпорядкування, без обов'язковості. |

В організації першого і другого з'їздів ДС взяв активну участь дисидент і правозахисник Сергій Григорьянц, що залишився, проте, поза партією. Один із днів роботи першого з'їзду ДС мав проходити на дачі Григорьянц в підмосковному Кратово, чому, однак, перешкодила міліція, затримавши Григорьянца. Крім Григорьянца, у створенні та подальшої діяльності ДС взяли участь багато колишніх в'язнів, жертв радянської психіатрії, активістів пацифістського та дисидентського руху, сексотів КДБ — Юлій Рибаков, Олександр Скобов, Валерія Новодворська, Андрій Дерев'янкін, Михайло Кукобака, Лев Убожко, Адель Найденовіч, Валерій Терехов, Ігор Царьков, Фред Анаденко, Володимир Данилов, Олександр Мусихін, Олександр Гоголашвілі, Роальд Мухамедьяров та інші. У той же час ряд дисидентів старшого покоління критично висловлювався про ДС; так, Лариса Богораз заявила: «На місці правозахисного руху — така безвідповідальна організація, як „Демократичний союз“».
До 1990 року чисельність ДС досягла максимуму — 1-2 тисяч активістів по всій країні. На третьому (Талліннському) з'їзді ДС в січні 1990 року був представлений максимум активістів партії — понад тисячу осіб, потім чисельність партії почала знижуватися. Крім десятків міст РРФСР, відділення ДС малися в Латвії, Україні, Казахстані , Узбекистані, Таджикистані та інших радянських республіках. 7 жовтня 1988 року в Ленінграді відділення ДС на дозволеному владою мітингу вперше в епоху перебудови відкрито підняло триколірний біло-синьо-червоний прапор, що пізніше став символом всього демократичного руху в Росії. В Україні ДС виступав під жовто-блакитним українським прапором.
Активісти ДС першими стали впорядковано, у тому числі у своїх друкованих виданнях, використовувати старі назви міст — Санкт-Петербург (замість Ленінград), Твер (замість Калінін), Єкатеринбург (замість Свердловськ), Нижній Новгород (замість Горький), Самара (замість Куйбишев) і так далі. Жартівливе гасло Тверського ДС в 1990 році: «Перейменуємо Калінін на Твер, а Радянський Союз — на Демократичний Союз!». Активіст ДС і депутат Ленсовет Віталій Скойбеда першим вніс в 1991 році пропозицію про проведення референдуму про перейменування міста в Санкт-Петербург, яке і було схвалено міськрадою, потім і голосуванням на міському референдумі .
У 1989-1991 роках ДС в десятках міст проводив пікети, демонстрації, мітинги, в основному не дозволені владою. За участь у цих заходах сотні активістів ДС піддавалися адміністративним арештам. На одному з таких мітингів ДС на Пушкінській площі в Москві 29 травня 1989 року виступив народний депутат СРСР Борис Єльцин. З повідомлення газети «Громадянська гідність» за червень 1989 року:  [Архівовано 11 січня 2012 у Wayback Machine.]
|  | В понеділок 29 травня на мітингу Демократичного Союзу на Пушкінській площі відбулося незапланований організаторами виступ депутата Верховної Ради СРСР Б. Єльцина. Єльцин попросив прибрати прапори вільної Вірменії, вільної Естонії і вільної Росії, які після його звернення слухняно зникли в натовпі. Виступ під такими прапорами, на думку депутата, міг би стати додатковим компрометуючим матеріалом в очах партійної комісії щодо його персонального питання. Депутат підтвердив свою думку про те, що відмова від номенклатурних привілеїв має велике значення для морального оздоровлення суспільства, і повідомив присутнім, що від останньої своєї привілеї - дачі - нещодавно письмово відмовився, а на роботу відтепер воліє їздити в громадському транспорті. |

У січні 1990 року на третьому (Таллінському) з'їзді ДС більшістю голосів було вирішено бойкотувати офіційні вибори як недостатньо демократичні та боротися за скликання Установчих зборів. Однак помірне крило ДС (так звані «Реалісти» — Дмитро Старіков, Олександр Лукашев, Юрій Скубко та інші) виступали за участь у виборах. У складі Моссовета був член ДС депутат Віктор Кузін, у складі Ленсовета (Петроради) — член ДС депутат Віталій Скойбеда. У складі Державних Дум і Ради Федерації жодного діючого члена ДС ніколи не було, але деякі колишні активісти ДС, перейшовши в інші партії, були депутатами Федеральних Зборів (в Держдумі — Володимир Жириновський та Віталій Журавльов — від ЛДПР, Юлій Рибаков — від «Демвибора Росії», Олександр Чуєв — від «Єдності» і «Батьківщини»; в Раді федерації — Олексій Мананников).
У 1989—1990 роках у Свердловську проходив судовий процес проти активіста ДС Сергія Кузнєцова, звинуваченого в розповсюдженні листівок ДС і наклепі на міліцейського генерала. У в'язниці Кузнецов неодноразово оголошував голодування, до суду доставлявся на ношах. Він був засуджений до трьох років позбавлення волі  [Архівовано 22 лютого 2014 у Wayback Machine.].
З 1990 року проти активістів ДС стали порушуватися кримінальні справи за законом про образу честі і гідності президента СРСР. Найбільшу популярність придбали судові процеси проти Валерії Новодворської, Тетяни Кудрявцевої, Олени Авдєєвої (Москва), Тамари Целікової (Тверь), звинувачувалися також Кирило Шуйкин та Сергій Прилєпський в Москві. Останній з таких процесів над активістами ДС, проти Євгена Фрумкіна, завершився вже після розпаду СРСР, в 1992 році. Суддя Фрунзенського суду Москви Митюшін, раніше став відомим завдяки своїм численним рішенням про арешти активістів ДС, повністю виправдав його з формулюванням «у зв'язку з відсутністю складу злочину, події злочину, також зміною обстановки». Студентка філфаку Тверського держуніверситету Тамара Целікова, звинувачена за розклеювання «антигорбачовських» листівок, також була виправдана в червні 1992 року, після відставки Горбачова. Захист Целіковими, Новодворської та деяких інших підсудних активістів ДС вів член ДС адвокат Сергій Котов (пізніше став російським націоналістом і (в 2000-ті роки) політв'язнем по 282-й статті КК РФ — про розпалювання міжнаціональної ворожнечі). У Петропавловську (Казахська РСР) за поширення випущеного ДС «Антирадянського календаря» за 1990 році з карикатурою на Горбачова Віктор Леонтьєв був засуджений на два роки виправних робіт.
У підготовці та проведенні вуличних акцій ДС в Ленінграді активно брав участь Олександр Шмонов, який стріляв 7 листопада 1990 року в Горбачова на Червоній площі (членом ДС Олександр Шмонов не був). У 1991—1992 роках ДС в Петербурзі розгорнув правозахисну кампанію за звільнення Шмонова під гаслом: «Свободу Олександру Шмонову!», Підтримував з ним листування. У 1992 році Шмонов був звільнений.

## Вуличні акції
З моменту свого створення і впродовж усіх останніх років існування СРСР, партія намагалася організувати вуличні мітинги, не отримуючи дозволу на їх проведення. Так, один з них, 21 серпня 1988 року на Пушкінській площі в Москві, був присвячений 20-річчю річниці введення радянських танків до Праги. Як і інші мітинги ДС, він був жорстоко придушений співробітниками органів режиму: з трьохсот його учасників були затримані міліцією понад п'ятдесят осіб, 13 з них отримали по 15 діб адміністративного арешту.
Найбільш масовим недозволеним мітингом ДС став мітинг на Пушкінській площі в Москві в квітні 1989 року в знак протесту проти жорсткого (19 осіб загинуло) придушення мирних демонстрацій в Тбілісі (Грузія). У ньому взяло участь близько 5 тисяч осіб, сотні з них були затримані. Мітинги ДС проводилися і по «пам'ятним» історичним датам — наприклад, 18 січня 1990 року, в річницю розгону Всеросійських Установчих зборів 1918 року, в День прав людини 10 грудня. 10 грудня 1989 року Валерія Новодворська на мітингу на Пушкінській площі в Москві демонстративно знищила портрети глави СРСР М. С. Горбачова
, причому натовп скандував: «Горбачов — вбивця!». Ця акція стала широко відомою, так як була десятки разів показана по радянському телебаченню в заставці популярної телепрограми «Погляд».
Як ДСР, так і ДС («Вільне слово») виступали проти військового вирішення чеченського конфлікту, активісти ДС брали участь у вуличних антивоєнних акціях — які проходили в Москві в 1999 році , 2000 року 22.06.2000, 2004 року(була жорстоко розігнана міліцією) [Архівовано 7 березня 2016 у Wayback Machine.], 2005 року, 2006 року  [Архівовано 3 січня 2012 у Wayback Machine.], 2007 року . Активістка ДС («Вільне слово») Вікторія Пасько, що брала участь в «маршах миру» на території Чеченської республіки, пропала там безвісти в 1995 році.
Тексти деяких плакатів, які Активісти ДС («Вільне слово») піднімали на вуличних пікетах і демонстраціях в 2000-ні роки: «За брехню, Чечню, за всю Росію — геть кремлівського месію» (2001), «Спадкоємців Жовтневого путчу, „мочителів“ Росиї і Чечні — геть!» (2003), «Геть Путіна! Геть бійню в Чечні!», «Путіна до відповіді! Війна в Чечні — причина фашизму!» (2004–2005), «Мочителів Політковської і всієї Росії — геть з Кремля!» (2007–2011), «ФСБ — фабрика спланованих бомб!», «Свободу вуличних акцій!» (2010), "Демократія! Вона потонула в «путчині»! "(2011), «Путіна і його гебістську „бригаду“ — геть!» (2009–2012).

## Розкол 1991 року
Навесні 1991 року в ДС стався перший розкол — з організації виділилася фракція під назвою «ДС-Цивільний шлях» (ДС-ГП) на чолі з Едуардом Молчановим та Ігорем Царьковим. Учасники фракції засуджували заклики до насильства, які, як вони вважали, поширювала революційно-ліберальна фракція. ДС-ГП проіснував близько одного року. У цей період, до кінця 1991, паралельно випускалося дві партійні газети «Вільне слово» — ДС (головний редактор Ірина Альошина) і ДС-ГП (головний редактор Едуард Молчанов).
У травні 1991 року Валерія Новодворська (ДС) та Володимир Данилов (ДС-ГП) були заарештовані КДБ і поміщені у в'язницю Лефортово за звинуваченням у закликах до повалення державного ладу СРСР. Відразу після серпневих подій 1991 року вони були звільнені.

## Розкол 1993 року
До початку 1993 року ДС в цілому, включаючи і прихильників Валерії Новодворської, залишався в радикальній антиєльцинській опозиції. Валерія Новодворська, як і деякі інші члени ДС (Дмитро Стариков, Віталій Журавльов) були в клубі Сергія Кургіняна «постперестройці», публікувалася в газеті Олександра Проханова «День», нині «Завтра» (стаття «Троє в човні, не рахуючи Росії», № 11 за 1992 рік). У газеті «День» Новодворську в той період характеризували як «одного з найбільш послідовних і мужніх політичних діячів нашої епохи» (№ 19 за 1991 рік). Сергій Кургінян заявляв тоді: "Моя позиція дуже схожа з позицією Демократичного Союзу, який говорить про Установчі збори.
В 1992 році, в першу річницю серпневих подій 1991 року, Новодворська c іншими активістами ДС провела пікет біля Білого дому під гаслами: «Демократура тримається на багнетах!» І «Крючков і Язов поховали комунізм, Єльцин — демократію!».
Але навесні 1993 році Новодворська стала підтримувати президента Бориса Єльцина і в ДС стався новий розкол — Валерія Новодворська з групою соратників оголосила про створення нової політичної партії — Демократичний Союз Росії (ДСР), заснованої на чисто ліберальних і антирадянських принципах  [Архівовано 22 лютого 2014 у Wayback Machine.].
ДСР заявив про повну підтримку дій першого президента Росії Бориса Єльцина з ліквідації КПРС в серпні 1991 року, ліквідації СРСР у грудні 1991 року, ліквідації радянської влади в Росії у вересні 1993 року і збройного придушення опору прихильників Верховної ради в Москві 4 жовтня 1993 року. У 1999 році ДСР пройшов перереєстрацію в регіональне громадське об'єднання [Архівовано 5 вересня 2014 у Wayback Machine.].
Активісти ДС, що залишилися в «старому» ДС (вони продовжували видавати головну партійну газету «Вільне слово», тому неформально називали себе ДС («Вільне слово») залишилися в опозиції уряду Бориса Єльцина, і різко засудили кровопролиття в Москві в жовтні 1993 року, не підтримавши при цьому жодну зі сторін конфлікту. Ця частина ДС відносила себе до загальнодемократичної, не чисто правої та ліберальної опозиції. частина активістів ДС («Вільне слово») брала участь в обороні Білого дому в жовтні 1993 року — в тому числі Дмитро Стариков, Андрій Деревянкин, Адель Найденовіч, Анна Комарова, Микола Голубєв (Казахстан), активісти Петербурзького ДС Костянтин Черемних (згодом — учасник Ізборському клубу) та Олександр Богданов, редактор газети «Антирадянська правда».
У захисті Білого дому також взяв участь активіст ДСР В. Новодворської (всупереч її позиції) Володимир Єрмаков, який загинув там 4 жовтня в результаті кульового поранення [недоступне посилання з травня 2019]. Член ДС Станіслав Толстих, брав участь у жовтневих подіях 1993 року, був незабаром після них засуджений на рік позбавлення волі за незаконне зберігання зброї.

## Санкт-Петербурзька організація ДС
У Санкт-Петербурзі, тоді Ленінграді, діяла друга за чисельністю, але перша за активністю група активістів ДС. Неформальними лідерами Пітерської організації ДС були Валерій Терехов (помер 13.11.2007 року) і Катерина Подольцева, нині проживає в США.
У Санкт-Петербурзі виходило кілька видань ДС. З червня 1988 року друкувався фотоспособом тижневик «Демократична опозиція» (як видання ДС до жовтня 1988 року вийшло 17 номерів, з 18-го номера — «незалежний тижневик»). У 1989—1990 роках у Ленінграді видавався збірник «Особиста думка» (вийшло не менше 24 випусків), унікальність якого полягала в рідкісному способі видання (шовкографії).
Влітку 1988 року публікація в «Демократичної опозиції» вірша Володимира Яременка «Росія» — послужила підставою для порушення проти нього та інших активістів ДС останньої в СРСР кримінальної справи за статтею «антирадянська агітація і пропаганда» (стаття 70 КК РРФСР). Розслідування цієї справи, відомої як «справа номер 64», в Ленінградському КДБ порушив і вів Віктор Черкесов, згодом відомий російський політик. Було прийнято постанову про укладення Володимира Яременко під варту, сам він був оголошений в розшук  [Архівовано 8 листопада 2012 у Wayback Machine.]. Володимиру Яременко вдалося втекти на Захід. У грудні 1988 року пройшли обшуки на квартирах п'ятьох активістів ДС в Ленінграді: Олександра Скобова, Юлія Рибакова, Валерія Терехова, Катерини Подольцева, Ванди Добасевіч та керівника відділення НТС Ростислава Євдокимова  [Архівовано 8 листопада 2012 у Wayback Machine.]. Були вилучені магнітофони, відеомагнітофони, у Р. Євдокимова — телевізор; слідчі допитали понад 70 осіб, причому всі допити були пов'язані з діяльністю ДС  [Архівовано 23 лютого 2014 у Wayback Machine.]. 28 грудня 1991 року справа була припинена постановою начальника відділу з розслідування особливо важливих справ прокуратури Російської Федерації О. В. Бліновим за відсутністю в діях Володимира Яременка та інших фігурантів справи та складу злочину.
З липня 1989 року організація випускала газету «Установчі Збори». До складу редакції входили Катерина Подольцева, Валерій Терехов, Марк Фердман, Ольга Липовська, Андрій Мазурмовіч. Газета друкувалася в Литві та Естонії щомісячними тиражами від 5 до 10 тисяч примірників і продавалася розповсюджувачами. На ці гроші проводилися різні заходи. Обов'язки головного редактора (до червня 1991 року) фактично виконував Андрій Мазурмович (участь Катерини Подольцева і Валерія Терехова було формальним). Велику роль у становленні газети як альтернативного джерела інформації зіграла Ольга Липовська. Технічну роботу по верстці та підготовці матеріалів виконували Марк Фердман та Андрій Мазурмович. Всього вийшло 33 номери «Установчих зборів», останній, в листопаді 1994 року, вийшов під гаслом: «Ні деспотії Єльцина! Вся влада Установчим зборам!».
У 1996 році в Санкт-Петербурзі був випущений збірник «ДС. Історія в фотодокументах» (автор-упорядник Сергій Сомов).
Найяскравішою подією в діяльності Пітерської ДС була акція протесту 12 березня 1989 року, коли члени ДС Андрій Мазурмовіч і Леонід Гусєв підняли російський триколор, піднявшись на пам'ятник Кутузову у Казанського Соборі  [Архівовано 10 листопада 2013 у Wayback Machine.]. Проти них було порушено кримінальні справи, пізніше перекваліфіковані в адміністративні. Відео тієї акції досі активно використовується сучасною опозицією. Леонід Гусєв під час страйків шахтарів був відряджений Пітерським ДС в Воркуту де успішно агітував шахтарів і зупинив шахту «Воргашорская» вже після того, як влада, здавалося б, поліпшила обстановку. Генсек КПРС Михайло Горбачов в одній з публічних промов висловив різку критику на адресу Демсоюзу, у зв'язку з підтримкою активістами ДС страйків шахтарів: «Злітаються, як вороння на падло. ДС, і не тільки він».
Пітерський ДС перший повернув в ужиток колишню назву міста — Санкт-Петербург. Це багато в чому визначило повернення місту в 1991 році саме цієї назви (а не «Петроград» або «Свято-Петроград», як пропонував Олександр Солженіцин). Однак на масовому міському мітингу напередодні референдуму про перейменування, представник ДС Леонід Гусєв єдиний виступив проти негайного перейменування Ленінграда, вважаючи неможливим існування, наприклад, «Санкт-Петербурзького КДБ».

## Партійні ЗМІ

### Газета «Вільне слово»
С 15 жовтня 1988 року Московська організація партії стала випускати офіційно незареєстровану щотижневу газету «Вільне слово» [Архівовано 26 липня 2014 у Wayback Machine.], яка є найстарішою з усіх опозиційних газет Росії. Головним редактором першого номера став Олександр Чуєв, в 90-ті роки став відомим як депутат Держдуми РФ від проурядових фракцій, в 1988 році — один з лідерів християнсько-демократичної фракції ДС. З 2 номера, також в 1988 році, головним редактором газети став Едуард Молчанов беззмінно очолював її в найбільш політично буремні роки перебудови (до 1991 році).
Газета друкувалася нелегально, редакція знаходилася в Москві, поліграфічна база розташовувалася в Прибалтиці . Продавалася за високою на ті часи ціною — один рубль (кілограм вареної ковбаси коштував трохи більше двох рублів). Торгували газетою в людних місцях, наприклад, на Пушкінській площі в Москві, в метро і в підземних переходах. Розповсюджувачами виступали прихильники та члени партії, також випадкові особи, які регулярно затримувалися радянською міліцією . Продавали газету і на санкціонованих масових мітингах і демонстраціях інших політичних організацій та рухів.
В 1988 році вийшло 6 номерів газети, її тираж становив від 500 до 1000 примірників. В 1989 році вийшло 23 номери, в 1990-1991 роках газета виходила щотижня, потім — неперіодично (на квітень 2014 вийшло 199 номерів  [Архівовано 15 серпня 2014 у Wayback Machine.].
Щотижневий тираж газети в 1991 році досягав 55 тисяч примірників.
У квітні 1991 року після V з'їзду партії відповідальний редактор газети Едуард Молчанов з частиною редакційного колективу відмежувалися від ДС  [Архівовано 24 вересня 2015 у Wayback Machine.] і спробували заснувати іншу політичну організацію — «Демократичний союз. Цивільний шлях»(ДС-ГП) [недоступне посилання з квітня 2019] [Архівовано 14 липня 2014 у Wayback Machine.] [Архівовано 14 липня 2014 у Wayback Machine.] [Архівовано 24 вересня 2015 у Wayback Machine.]. За даними, які наводить каталог «Самвидав і нова політична преса» (Укладачі: Є. Струкова, М. Паскалова, С. Соловйова, 1993 рік), № 16 (94) газети «Вільне слово» за 7 травня 1991 року з'явилася в двох версіях. Редактором однієї був той же Едуард Молчанов. Редактором другої партія призначила Ірину Алешину : на лотках вуличних розповсюджувачів сусідили дві різні газети з однаковою назвою та логотипом. Газета ДС-ГП під редакцією Е. Молчанова виходила до кінця 1991 року, причому останній (120-й) номер вийшов 7 грудня 1991 року з підзаголовком «незалежна газета».
Газета «Вільне слово» продовжує виходити аж до теперішнього часу. Її головні редактори з 1991 року: Ірина Альошина (1991-1992); Андрій Грязнов (1994-1995); Павло Люзаков — з [[1995] року] по теперішній час (квітень 2014).
Разовий тираж газети поступово знижувався, в 1991 році він становив 55 тисяч примірників, в 1992—2001 роках — від 5 до 10 тисяч. У 2001 році ФСБ конфіскувала в друкарні п'ятитисячний тираж газети. У 2000-ні роки разовий тираж становив до тисячі примірників. Всього до квітня 2014 вийшло 199 друкованих номерів видання, 199-й номер датований квітнем 2014 року.
У 2006 році, після арешту Люзакова, коли друкований варіант видання тимчасово не виходив, виникла однойменна інтернет-версія видання. Станом на квітень 2014 року, інтернет-видання «Вільне слово» продовжує існувати на безкоштовному ресурсі. Як чотири основні рубрики в ньому представлені: «Антипутін», «Антиармія», «Анти-клерикалізм», «Антивійна» [Архівовано 15 серпня 2014 у Wayback Machine.].
Серед авторів «Вільного слова» в 2000-ні роки і пізніше — Павло Люзаков, політв'язні Ілля Романов, знову заарештований в Росії в жовтні 2013 року) і Борис Стомахин (знову заарештований в листопаді 2013 року), колишні політв'язні Андрій Деревянкин, Адель Найденовіч, Михайло Кукобака, Кирило Подрабінек, письменниця-документаліст Поліна Жеребцова, журналісти Олександр Майсурян, Дмитро Стариков, Олександр Зімбовський та інші. Автором «Вільного слова» з 1989 року по теперішній час є також активіст ДС Андрій Новиков, в 2006-2007 роках за вироком суду який провів близько року на примусовому лікуванні за «заклики до екстремістської діяльності».

### Політичні процеси над авторами «Вільного слова»
У пострадянській Росії неодноразово порушувалися політичні кримінальні справи і проходили судові процеси над авторами газети «Вільне слово» та активістами ДС. Так, в 1995 році за виступи проти війни на Кавказі було відкрито кримінальну справу № 230547 про образу президента РФ (Б. М. Єльцина) за статтею 131 Кримінального кодексу РРФСР («Умисне приниження честі та гідності особи, виражене в непристойній формі»). Справа була порушена прокурором Хамовницьким міжрайонної прокуратури Миколою Поповим за фактом, що містився в листівці ДС твердження: «Боротьбу з фашизмом треба починати з головного ката, оберфашіста Єльцина, а не невеликої цяці на зразок Баркашова…». У справі проходили автори листівки Павло Люзаков, Олександр Майсурян, Євген Фрумкін та інші. Справа була заведена одночасно з порушенням кримінальної справи проти редакції телепрограми НТВ «Ляльки» за тим же обвинуваченням (у образі президента РФ), і тоді ж закрито.
В 1995-1996 роках за організацію антивоєнних мітингів і пікетів було порушено низку кримінальних справ за статтею 200.1 КК РРФСР («порушення порядку організації або проведення зборів, мітингу, демонстрації, ходи і пікетування») проти Валерії Любімцевої, Олександра Майсурян, Григорія Воробйова, Ольги Кашкарова, Євгенія Фрумкіна та інших. Частина справ була доведена до обвинувального вироку, інші — припинені в 1997 році в зв'язку з декриміналізацією даної статті КК. Обвинувальний вирок Валерії Любімцева був скасований Мосміськсудом з формальних причин.
У вересні 1997 року був заарештований Федеральною службою безпеки Росії і поміщений в московську в'язницю «Матроська Тиша» один із засновників ДС Андрій Деревянкин. Проводилась кампанія на його захист, як політв'язня. Завдяки втручанню міжнародних правозахисних організацій (Helsinki Citizen Assembly та інших) звільнений в березні 1998 року.
6 травня 2000 року Андрій Деревянкин був знову затриманий у Саратові співробітниками УФСБ, за версією слідства, при розклеюванні листівок. Під час обшуку в нього вдома були вилучені, за версією звинувачення, більше сотні листівок, озаглавлених «Розшукується особливо небезпечний злочинець Путін В. В.», «До зброї» і «До всіх екіпажів». 11 травня 2000 року в газеті «Саратовські весті» було опубліковано повідомлення прес-служби УФСБ по Саратовській області, в якому викладалася офіційна версія арешту Дерев'янкіна. Газета «Коммерсант» (№ 233 (2118) від 10.12.2000) призвела цитати з листівок, адресованих екіпажам Ту-160 і розклеєних у Енгельському льотному містечку, на аеродромі та у службовій частині, поруч зі штабами дивізії і полків: «До всіх екіпажам важкої бомбардувальної дивізії. Панове офіцери! Всього один постріл по Кремлю і… відродиться нація… зміцниться російська валюта… покращиться клімат. Птахи заспівають радісніше, сонце засяє яскравіше, небо стане блакитнішим». Діяльність Дерев'янкіна суд кваліфікував як заклики до збройного повалення влади і приготування до створення незаконних збройних формувань (статті 30 ч. 1 і 208 ч. 1; 280 ч. 1 КК РФ). Колегія присяжних визнала Андрія Дерев'янкіна «винним і не заслуговує поблажливості». 8 грудня 2000 року Саратовський обласний суд під головуванням судді С. Г. Рубанова засудив його до 4 років позбавлення волі. Всі чотири роки позбавлення волі Андрій Деревянкин провів у одиночному ув'язненні. У 2004 році Андрій Деревянкин був звільнений. Валерія Новодворська неодноразово виступала з критикою Андрія Дерев'янкіна і його поглядів. Незабаром після його засудження в 2000 році опублікувала в журналі «Новий час» статтю, де засуджувала його за «людожерські заклики до вбивства кремлівського керівництва» і відмовляла йому в захисті. У 2013 році виступила з критичною відеолекцією про нього  [Архівовано 8 серпня 2017 у Wayback Machine.].
У 2001 році головний редактор «Вільного слова» Павло Люзаков проходив по кримінальній справі, порушений ФСБ у зв'язку з публікацією в журналі «Сепаратист» заяви на підтримку чеченської незалежності, у нього на квартирі був проведений обшук.
20 січня 2005 року головний редактор «Вільного слова» Павло Люзаков, активно публікувався також на сайтах чеченських сепаратистів, був заарештований за звинуваченням у незаконному зберіганні зброї . В Москві був заарештований головний редактор газети  [Архівовано 26 липня 2014 у Wayback Machine.][недоступне посилання з травня 2019], Алек Ахундов, «Коммерсантъ», № 60 (3144), 06.04.2005. Він був засуджений Останкінський судом Москви на два роки позбавлення волі. Як стверджував захист і сам обвинувачений, зброю (пістолет ТТ) було йому підкинуто в ході операції спецслужб, з метою припинити його журналістську діяльність. Проводилась кампанія на його захист, як політв'язня. Перший вирок (два роки позбавлення волі) був скасований вищим судом, але другий вирок повторив ту ж міру наказання [недоступне посилання з травня 2019]. Висновок — Павло Люзаков відбував у колоніях селищ Сурмог і Нироб Пермського краю. 19 січня 2007 року звільнений з табору.
У 2006 році в місті Рибінськ (Ярославська область) був затриманий і потім засуджений судом за свої статті автор «Вільного слова» з 1989 року журналіст Андрій Новіков. Він провів близько року на примусовому лікуванні за вироком суду за «заклики до екстремістської діяльності».
21 березня 2006 року в Москві був арештований і потім засуджений до 5 років позбавлення волі журналіст Борис Стомахин, регулярно публікував свої матеріали у «Вільному слові» (у ДС Стомахин не перебував). Газета активно брала участь в кампанії за його звільнення. На судових процесах Люзакова і Стомахина як свідок захисту виступала Валерія Новодворська. Свій термін ув'язнення Стомахин відбув повністю в колонії селища Буреполом Нижньогородської області і вийшов на свободу 21 березня 2011 року. 20 листопада 2012 року він був знову затриманий на своїй квартирі в Москві за звинуваченням у порушенні його публікаціями тих же статей Кримінального кодексу РФ про «екстремізм». Проти його арешту виступили Валерія Новодворська [Архівовано 3 липня 2014 у Wayback Machine.], також активісти ДС («Вільне слово») Павло Люзаков, Андрій Дерев'янкін, Адель Найденович, Михайло Кукобака, Надія Нізовкіна, Тетяна Стецура та інші.
У 2009 році за фактом публікації у «Вільному слові» двох авторських статей і листівки було порушено кримінальну справу за 282 статтею КК РФ проти постійних авторів газети Надії Нізовкін і Тетяни Стецура. Їх звинуватили в розпалюванні ворожнечі і ненависті до МВС, ФСБ, збройним силам і ФСВП (тюремникам). 31 грудня 2010 року вони були взяті під варту, через місяць — звільнені. Перший обвинувальний вирок було скасовано Верховним судом Бурятії, що виносила його суддя Ірина Левандовська незабаром була позбавлена суддівського статусу за порушення професійної етики. До теперішнього часу (січень 2012 року) триває судовий процес.
У лютому 2012 року Надія Нізовкіна за участь у несанкціонованій акції протесту в Москві була затримана поліцією і поміщена в психіатричну лікарню імені П. Б. Ганнушкіна, причому Преображенський суд Москви схвалив її примусове лікування строком на півроку. На знак протесту вона оголосила сухе голодування. Проводилась кампанія на її захист, як політв'язнем, причому приміщення Нізовкін в психлікарню за політичний протест було розцінено громадськістю як застосування каральної психіатрії  [Архівовано 4 вересня 2014 у Wayback Machine.] [Архівовано 17 квітня 2013 у WebCite]Володимир Варфоломєєв «З пікету — в психушку» [Архівовано 23 лютого 2014 у Wayback Machine.]. У результаті через кілька днів Нізовкіна з психлікарні була звільнена
 [Архівовано 7 серпня 2014 у Wayback Machine.].

### Інші видання
До числа газет, які продовжують в даний час (2012) виходити під грифом «Демократичний Союз», крім «Вільного слова», відноситься найстаріша в Росії саміздатска (тобто офіційно незареєстрована) газета «Крамола» (Вороніж, виходить з серпня 1993 року). («Вільне слово», на відміну від неї, було офіційно зареєстровано в червні 1993 року Московської регіональної інспекцією захисту свободи друку і ЗМІ).
У 1988-1991 роках друк Демократичного Союзу переживав період розквіту і становив досить значну частину від загальної кількості перебудовного «самвидаву». Всього в Росії та інших республіках СРСР виходило понад 70 газет і журналів ДС, включаючи фракційні. Рекордно великий тираж з них і всього самвидаву тих років мала газета «Привид комунізму» (видання фракції комуністів-демократів московського ДС), разовий випуск 3-го номера якої в 1989 році склав 80 тисяч примірників. (Максимальний тираж «Вільного слова» в 1991 році становив 55 тисяч примірників на тиждень).
Майже в кожному обласному місті були свої видання ДС, в деяких — кілька. Так, у Куйбишеві (Самарі) виходило видання ДС «Кредо», потім газета «Ранок Росії». Згодом це видання тривало в Москві як фракційне — 18-й номер вийшов у 1991 році як видання «революційно-ліберальної фракції ДС», а наступні номери в 1992–1993 ах як видання «революційного крила партії ДС». Іркутська організація ДС з січня 1990 випускала журнал «Тихвинська площа». Тираж друкувався в прибалтійській друкарні. Протягом року було випущено 6 номерів заявленим накладом у 3000 примірників. Ось список деяких російських видань ДС із зазначенням місця і часу видання:
- «Антирадянське опір» (Грозний, 1991);
- «Буревісник», газета (Калінін/Тверь, 1990–1991 роки, 22 номери);
- «Бюлетень ДС», журнал (Москва, 1988, 5 номерів);
- «Вісник ДС», журнал (Твер, 1990);
- «Напівголосно», газета (Москва, 1990–1992, 4 номера);
- «Цивільний шлях», газета (Новосибірськ, 1990, 4 номера);
- «Цивільний шлях», газета (Тобольськ, 1990–1991, 6 номерів);
- «Громадянський форум», газета (Брянськ, 1990);
- «Демократична опозиція» (Ленінград, 17 номерів, червень-жовтень 1988);
- «Дисидент», журнал, потім газета (Владивосток, 1990);
- «Дисидент», журнал (Красноярськ, 1988, 4 номера);
- «Демократ», газета (Свердловськ, 1989);
- «Демократ», газета (Уфа, 1990);
- «Інформаційний бюлетень» (Свердловськ/Єкатеринбург, 1989);
- «Інформаційний листок ДС» (Красноярськ, 1989);
- «Крамола», газета (Воронеж, 1993–2013, 19 випусків, останній з вийшли датований серпнем 2013);
- «Кредо», газета (Куйбишев/Самара, 1989);
- «Листок» (Астрахань, 1990, 4 номера);
- «Особиста думка» (Ленінград/Санкт-Петербург, 24 випуску, 1989–1990);
- «Нижньогородський листок», газета (Нижній Новгород/Горький, 1989–1990);
- «Радикальна Тверь», журнал (Твер, 1992–1993, 3 номера);
- «Російська республіка», журнал (Твер, 1992);
- «Саратовські вісті», бюлетень (Саратов, 1988);
- «Сах-ДС-інформ», бюлетень (Южно-Сахалінськ, 1990);
- «Свобода», газета (Свердловськ/Єкатеринбург, 1990, 7 номерів);
- «Вільна демократична Сибір», газета (Новосибірськ, 1990);
- «Вільне слово», газета (Москва, 1988 — 2014, 199 номерів, останній з вийшли датований квітнем 2014);
- «Вільний Кузбас», газета (Кемерово, 1990–1991, 6 номерів);
- «Вільний Сахалін», газета (Южно-Сахалінськ, 1990);
- «Тверський вісник», журнал (Калінін/Тверь, 1989–1990, 17 номерів);
- «Тихвинська площа», журнал (Іркутськ, 1990, 6 номерів);
- «Уральські відомості», газета (Челябінськ, 1990);
- «Установчі збори», газета (Ленінград/Санкт-Петербург, 33 номери, липень 1989 — листопад 1994);
- «Ранок Росії», газета (Куйбишев/Самара, 1990, 16 номерів).

Свої фракційні видання в рамках ДС випускали демокоммуністи (газети «Привид комунізму» і «Антитеза», 1989), соціалісти (газета «Нове життя», 1989–1991 роки), соціал-демократи (журнал «Есдек», Петроград, 1989), «революційні ліберали» («Ранок Росії», 1991), християнські демократи (газета «Причастя» в Санкт-Петербурзі, 1990), ліберальні демократи («Інформаційний бюлетень», 1992, Москва), «християнсько-радикальні демократи» («Свобода і віра», Челябінськ, 1990 рік). З усіх перерахованих фракційних видань нині (червень 2012 року) продовжує виходити газета «Привид комунізму» під назвою «Рабочая демократія» як видання троцькістської Революційної Робочої партії.
У Москві, крім «Вільного слова», видавався дискусійний листок Московської організації ДС «Напівголосно» (1990-1991, 4 номери), а також загальнопартійне видання ДС — журнал «Бюлетень Ради партії» (БСП). Перший номер БСП вийшов на початку 1990 року, останній 11-й номер датований 21 січня 2004 року.
Партійна друк ДС існував в 1989-1991 роках не тільки в обласних, а й деяких районних містах Росії. Так, у Вельску виходила газета ДС «Важская провінция», в Орську — журнал «Вісник свободи», в Юрге — газета «Свобода».

## ДС в кінодокументалістиці
- «Екстремісти. Хід конем». Документальний фільм режисера В. А. Фонарьова про діяльність Демократичного Союзу (1989) [Архівовано 23 лютого 2014 у Wayback Machine.]

## ДС в Україні

### 1999 рік
Демократичний союз (Демсоюз) в Україні був зареєстрований 11.06.1999 року, під свідоцтвом № 1188  [Архівовано 14 травня 2021 у Wayback Machine.]. 23.05.1999 року відбувся установчий з'їзд партії «Демократичний Союз». Затверджена Програма і Статут партії. Обрано керівництво. Головою Ради партії обрано Олега Рафальського (керівник Центру політичних технологій Інституту політичних і етнонаціональних досліджень НАН України). 08.06.1999 року партія «Демократичний Союз» підписала заяву про утворення блоку політичних партій на підтримку Леоніда Кучми на виборах Президента України. Партія увійшла до блоку «Наш вибір — Леонід Кучма!». 18.12.1999 року в Києві відбувся II з'їзд ДС. Внесено зміни та доповнення до Статуту, затверджено форму партквитка. У члени партії вступили народні депутати України А.Абдуллін, В.Акопян, О.Волков, Ігор Бакай. Станом на грудень 1999 року в партії налічувалося 12500 член.

### 2000 рік
22.12.2000 році відбулося розширене засідання Ради партії. Головою Ради обраний Олександр Волков, 1-м заступником голови — В.Сацюк (народний депутат України), заступником голови та керівником секретаріату — О.Рафальский. Затверджено офіційну партійну символіку. Станом на грудень 2000 році в партії перебуває 18 тисяч членів.

### 2001 рік
27.10.2001 року на розширеному засіданні Ради партії головою обраний Володимир Горбулін. 20.12.2001 року керівники Партії «Демократичний союз» і ДемПУ підписали Меморандум про наміри створити передвиборчий блок Демократичної партії України і партії «Демократичний Союз». Об'єднання підтримано партійними з'їздами 22.12. і 23.12.2001 року. 22.12.2001 року відбувся 1-й етап III з'їзду. Вирішено на парламентських виборах 2002 р. блокуватися з ДемПУ, затверджений партійний список кандидатів у народні депутати по багатомандатному загальнодержавному округу, обрано делегатів на міжпартійний з'їзд. Обрано новий склад Ради, на засіданні якої обрані керівники: голова Ради партії — Володимир Горбулін; 1-й заступник голови Ради — Ю.Левенець; заступник голови — керівник секретаріату — О.Рафальский; секретарі Ради: В.Войналовіч, Ю.Луців, В.Котигоренко.

### 2002 рік
19.01.2002 року відбувся міжпартійний з'їзд виборчого блоку "Виборчий блок Демократична Партія України — партія «Демократичний союз». Затверджено угоду про створення виборчого блоку, склад його керівних органів, передвиборча програма, список кандидатів у народні депутати по багатомандатному та одномандатних округах. За підсумками парламентських виборів Блок отримав 227 393 голосів (0,87 %), зайнявши 14-е місце з 33-х учасників. На 3 лютого 2002 року в Виборчому блоці Демократичної партії України — партії «Демократичний союз» було 121 кандидат у списку  [Архівовано 2 липня 2014 у Wayback Machine.].

### 2004 рік
12.04.2004 року В. Горбулін склав з себе повноваження керівника партії. 23.07.2004 року відбувся IV з'їзд партії. Головою Ради партії обрано народного депутат О.Біловол. Ухвалено рішення про підтримку кандидатури В. Януковича на виборах Президента України. 24.07.2004 року партія підписала Угоду про створення Виборчої коаліції демократичних сил (на підтримку В. Януковича).
У парламентських виборах 2006 року і дострокових парламентських виборах 2007 року партія участі не брала  [Архівовано 14 травня 2021 у Wayback Machine.].

### Преса
В Україні виходили наступні відомі видання ДС:
- «Антирадянський Кривбас» (Україна, Кривий Ріг, 1991);
- «Антирадянський Харків», газета (Україна, Харків, 1991–1996);
- «Цивільний шлях», газета (Україна, Харків, 1990);
- «Інформаційний лист ДС» (Україна, Київ, 1990);
- «Кримський кур'єр» (Україна, Сімферополь, 1990);
- «Резонанс» (Україна, Полтава, 1990);

## ДС в Білорусі

### Преса
В Білорусі виходили наступні видання ДС:
- «Антирадянське опір» (Білорусь, Мінськ, 1991);
- «Позасистемна опозиція» (Білорусь, Мінськ, 1991);
- «Вільний вісник», газета (Білорусь, Гродно, 1990);
- «ДС — альтернатива КПРС», журнал (Білорусь, Гродно, 1990);

## ДС в Узбекистані

### Преса
В Узбекистані виходили наступні видання ДС:
- «Інформаційний листок ДС» (Узбекистан, Ташкент, 1988–1990, 27 випусків);

## ДС в Казахстані

### Преса
В Казахстані виходили наступні видання ДС:
- «Причетність» (Казахстан, Есиль, 1992–1994; редактор газети Микола Голубєв у 1994 у притягувався до суду за свої публікації);

## ДС в Латвії

### Преса
В Латвії виходили наступні видання ДС:
- «Вулиця свободи/Brīvības iela», газета (Латвія, Рига, 1989–1990).

## Колишні і чинні активісти ДС, про які є статті у Вікіпедії
(в дужках вказані роки їх членства в ДС)
- Володимир Жириновський (Москва, 1988)
- Валерія Новодворська (Москва, 1988–2014)
- Володимир Яременко (Ленінград, 1988)

## Твори активістів ДС
- В. І. Новодворська «По ту сторону відчаю», М.: 1993. [Архівовано 19 жовтня 2016 у Wayback Machine.]
- В. І. Новодворська «Над прірвою в брехні», М.: 1996. [Архівовано 24 вересня 2016 у Wayback Machine.]
- В. І. Новодворська «Мій карфаген зобов'язаний бути зруйнований», М.: 1999. [Архівовано 3 жовтня 2016 у Wayback Machine.]
- В. І. Новодворська «Прощання слов'янки», М.: 2009.
- В. І. Новодворська «Поети і царі», М.: 2009.
- Р. В. Шамін «У путчіне», М.: 2005.
- В. Н. Яременко-Толстой «Останній дисидент або Вульва Нації», Відень 2023